# Micropera rostrata
Micropera rostrata är en orkidéart som först beskrevs av William Roxburgh, och fick sitt nu gällande namn av Nambiyath Puthansurayil Balakrishnan. Micropera rostrata ingår i släktet Micropera och familjen orkidéer. Inga underarter finns listade i Catalogue of Life.